# Asselborner Bach
Der Asselborner Bach ist ein ca. 2,7 Kilometer langer südlicher und linker Zufluss der Strunde auf dem Gebiet der Kreisstadt Bergisch Gladbach im nordrhein-westfälischen Rheinisch-Bergischen Kreis.

## Geographie

### Verlauf
Der Asselborner Bach entspringt auf einer Höhe von etwa 206 m ü. NHN in der Nähe von Braunsberg. Der Asselborner Bach hat mehrere Quellzuflüsse und mehrere unbenannte Zuflüsse. Er fließt in nordwestlicher Richtung entlang des Asselborner Wegs durch Wald- und Wiesengebiete. Er fließt dabei durch die Weiler Asselborn, Berg, Bech und Asselborner Hof. Er war der Mühlbach der Asselborner Mühle.
Der Bach mündet schließlich in Herrenstrunden auf einer Höhe von ungefähr 133 m von Süden in die aus dem Osten heranziehende Strunde.

### Einzugsgebiet
Das 2,126 km² große Einzugsgebiet des Asselborner Bachs liegt in der Paffrather Kalksenke.
Es grenzt
- im Westen an das des Hombachs,
- im Osten an das des Dürschbachs,
- im Norden und Nordwesten an das der Strunde.